# Al Kødets Gang (film)
Al Kødets Gang (originaltitel: The Way of All Flesh) er en amerikansk Stumfilm instrueret at Victor Fleming og skrevet af Lajos Bíró, Jules Furthman og Julian Johnson efter en historie af Perley Poore Sheehan.
Filmen er et melodrama med Emil Jannings, Belle Bennett og Phyllis Haver i hovedrollerne. Jannings vandt den første Oscar for bedste mandlige hovedrolle for denne film og for filmen Hans sidste kommando.

## Eksterne Henvisninger
- Al Kødets Gang på Internet Movie Database (engelsk)
- Al Kødets Gang på MovieMeter (nederlandsk)
- Al Kødets Gang på AllMovie (engelsk)
- Al Kødets Gang hos American Film Institute (engelsk)
- Al Kødets Gangs profil hos Encyclopædia Britannica Online (engelsk)
- Al Kødets Gang på Turner Classic Movies (engelsk)
- Al Kødets Gang på The Movie Database (engelsk)
- Al Kødets Gang på Filmaffinity (engelsk)
- Al Kødets Gang på Netflix (engelsk)